# Naomi van Es
Naomi van Es (Heemstede, 22 oktober 1996) is een Nederlands actrice. Ze is onder andere bekend geworden door haar rol in de series Evelien en Goede tijden, slechte tijden.
Van Es trad ook op in films en televisieseries: in 2005 had zij bijvoorbeeld een figurantenrol in de film 
Het paard van Sinterklaas als een klasgenoot van het hoofdpersonage en in de RTL-serie Divorce speelt ze Naomi.

## Zilveren Notekraker
In 2015 won zij de Zilveren Notekraker (televisie) voor aanstormend talent.

## Filmografie
- Evelien, als Julia van Brakem (2006)
- Limo, als Sita (2009)
- Tirza, als Tirza (acht jaar oud) (2010)
- Goede tijden, slechte tijden, als Amy Kortenaer (2010–2011)
- Divorce, als Naomi Mendelbaum (2012–2016)